# Plaça Nova (Alcover)
La Plaça Nova és una plaça del municipi d'Alcover (Alt Camp) protegida com a Bé Cultural d'Interès Local.

## Descripció
La plaça està situada al bell mig del recinte murallat d'Alcover. Morfològicament és un clos amb quatre sortides estretes. La seva característica més remarcable és l'existència de porxos a cada banda de la plaça. Els de la banda superior, on està situada la casa de la vila, són formats per columnes de pedra units per jàsseres, mentre que els de la banda de baix, on hi ha la casa Figuerola, els formen grans arcs carpanells.
Els edificis són en general de planta i dos pisos, amb cobertes de teula i obertures rectangulars.

## Història
La Plaça Nova ha canviat diverses vegades de nom en funció dels canvis polítics successius. L'edifici més important, ocupat per la casa de la vila, es va construir el 1581, i és el més antic de tot el conjunt. La casa Figuerola, que configura tota la part inferior de la plaça, data de la fi del segle xvii. El conjunt es va completar amb els edificis extrems de Ca la Miralles i Ca Malapeira, de mitjan segle xviii.